# Герб Дашева
Герб Да́шева затверджений 14 квітня 2011 р. рішенням VI сесії Дашівської селищної ради VI скликання.

## Опис
На зеленому полі срібний храм з п'ятьма золотими куполами, що стоїть на золотому кам'яному мосту з трьома срібними кам'яними опорами на лазуровій базі. На середній опорі червона п'ятипелюсткова квітка з золотою серединкою. Щит обрамований декоративним картушем і увінчаний срібною міською короною з трьома вежками. Під картушем зелена девізна стрічка з золотим написом «ДАШІВ».

## Значення
Основний елемент герба — п'ятикупольна церква, що стоїть на мосту. Міст в даному контексті пов'язує не лише два береги річки, а й минуле і майбутнє. Квітка на камені — переказ однієї з легенд про походження назви міста.
Комп'ютерна графіка — В. М. Напиткін.